# Sulake
Sulake (mot signifiant « Fusible » en finnois) est une entreprise finlandaise fondée en 2000 et spécialisée dans le divertissement sur Internet, les mondes virtuels et les réseaux sociaux. L'objectif de la société est d'inspirer une interaction ludique et l'expression de soi chez les jeunes en créant des services en ligne faciles à utiliser. Le produit principal de Sulake est Habbo, la plus grande communauté virtuelle de jeu interactif pour les adolescents.
La société est basée à Helsinki en Finlande, avec un juin 2012, le personnel est de plus de 160 personnes au niveau mondial. Aujourd'hui[Quand ?], après deux grandes vagues de licenciement (à la suite du plan de restructuration), le personnel serait entre 35 et 50 personnes[réf. nécessaire].
En janvier 2021, le groupe Azerion finalise l'acquisition de Sulake en rachetant les parts de Elisa et en devenant le seul actionnaire de l'entreprise.

## Habbo
Le principal produit de Sulake est Habbo Hotel, le plus grand jeu communautaire interactif en ligne au monde pour les adolescents âgés de 13 ans et plus. Les communautés Habbo, localisées dans le monde entier, sont visitées par des millions d'adolescents chaque semaine. Habbo Hôtel est accessible via les sites Habbo locaux. Ce site a des fonctions payantes, comme devenir HC (=Habbo Club), ou acheter des meubles (appelés "mobis").

## Contenu mobile
Sulake exploite Bobba Bar, un bar virtuel pour rencontrer et se faire des amis.
En septembre 2011, Sulake lance un nouveau jeu social, Lost Monkey, pour les appareils iOS. En janvier 2012, ils lancent Niko, leur deuxième jeu social pour les appareils iOS. En décembre 2012, Sulake lance l'application Habbo Pocket, pour les appareils iOS pour communiquer avec tes amis en ligne sur le jeu Habbo. En mai 2014, Sulake lance sa deuxième application permettant de se connecter au client Habbo depuis l'iPad.

## Finances
Sulake est créé en 2000 et augmente ses revenus chaque année. Les principaux actionnaires de Sulake comprennent le groupe Taivas, le groupe Elisa, suivie par le groupe Movida (au Japon), les fondateurs de la société Sampo Karjalainen et Aapo Kyrölä, l'ancien PDG de Sulake Paul LaFontaine et d'autres membres du personnel.
Après une croissance continue depuis sa création, Sulake voit pour la première fois son chiffre d'affaires baisser en 2009, conséquence de la conjoncture économique fragile dans le monde et de la transition technologique importante d'un de ses produits phare (Habbo) qui abandonne la technologie Shockwave pour Flash. Par conséquent, Sulake annonce le licenciement de 20 % de ses effectifs.
Néanmoins, quelques mois plus tard, la bonne santé de l'entreprise semble être réapparue puisque Sulake annonce la plus grande croissance financière de son histoire au premier trimestre 2010. En effet, entre janvier et mars 2010, les recettes de Sulake augmentent de plus de 25 % par rapport à la même période de l'année précédente[source secondaire nécessaire].
En mars 2011, Sulake connaît une année financière record. Les revenus progressent de plus de 20 % par rapport à 2009, résultant de 56,2 millions d'euros de chiffre d'affaires (78,7 millions de dollars US)[source secondaire souhaitée]. 

### Réorganisation de l'entreprise
En février 2012, Sulake annonce qu'il tentera de « consolider » certaines de ses opérations manuelles locales. En licenciant 25 % de ses effectifs, Sulake ferme également la totalité des 11 bureaux des différents pays selon le rapport de la publication finlandaise dome.fi.
Le lendemain, un message du directeur de Sulake annonce qu'il ne compte pas fermer tous les bureaux, qu'ils vont arrêter d'avoir des personnes travaillant dans les secteurs inutiles et qu'ils vont en transférer certains sur les secteurs qui en ont besoin.
À la suite de cela, les locaux français changent d'adresse vers un endroit plus petit. Depuis début 2013, tous les locaux nationaux y compris celui français ont été supprimés pour être tous redirigés dans un bâtiment plus grand en Espagne.
Le 14 mai 2013, la filiale française de la société est dissoute. La société ne dispose plus de bureaux ou de salariés en France[source secondaire souhaitée].
Le 5 octobre 2015, les locaux brésiliens de Sulake ferment, après le départ de Donacapivarinha, staff de Habbo brésil, c'est au tour d'Acapulca de quitter les locaux, qui sont donc maintenant vides. Les modérateurs brésiliens ont donc rejoint les autres modérateurs à Madrid[source secondaire souhaitée].
Le 2 janvier 2017, Antti-Jussi Suominen, ayant repris le poste de PDG de Sulake en avril 2013, quitte ses fonctions pour rejoindre la banque Holvi. Mikael Gösta Rönnblad, alors président du conseil d'administration de Sulake, devient PDG[source secondaire souhaitée].

## Controverse
En juin 2012, Sulake reçoit une presse négative à propos d'allégations de comportement sexuel sur Habbo. Channel 4 News découvre que Sulake permet aux utilisateurs de poster des messages pornographiques et violents, en dépit du fait que Habbo soit destiné aux jeunes adolescents,. Le 13 mars, 3i, qui détient 16 % du capital (plusieurs millions de livres sterling), déclare qu'il se retire des actions en bourse de Sulake en même temps que d'autres investisseurs tels que Balderton. Plusieurs chaines de magasins retirent alors de leurs étalages les cartes de crédits pour le site Habbo : un "grand mute" est alors mis en place, empêchant toute personne de communiquer, ou de poster des propos indécents. Cela aura de graves conséquences sur l’entreprise : le nombre de joueurs a chuté dans quasiment tous les pays.
Le 31 décembre 2012, Paul LaFontaine démissionne de son poste de PDG et est remplacé temporairement par Markku Ignatius.

## Lutte contre les copies de Habbo
Depuis 2013 principalement, Sulake entame une lutte sans pitié[style à revoir] contre les copies de leur jeu principal, Habbo, qui sont appelées "rétro-serveurs" ou plus principalement "rétros". Celles-ci font perdre énormément de chiffre d'affaires et de revenus à la société. Le 24 avril 2013, un procès est lancé contre le créateur du projet responsable de la création de la plupart des rétroserveurs dans le monde, qui détient un studio de développement intitulé Otaku Studios, Sulake réclame 500 000€ d'amende à cette personne, qui a été victime d'une descente de police dès l'annonce de la procédure[réf. souhaitée]. Sulake essaye de limiter les pertes budgétaires qu'engendrent ces copies, qui forment un trou non négligeable dans le budget de la société[style à revoir].